# 1965 NBA Draft
NBA Draft 1965

## Runda pierwsza
| Nr | Zawodnik             | Narodowość | Drużyna NBA            | College/Drużyna |
| -- | -------------------- | ---------- | ---------------------- | --------------- |
| 1  | Fred Hetzel (F)      | USA        | San Francisco Warriors | Davidson        |
| 2  | Bill Bradley (F)     | USA        | New York Knicks        | Princeton       |
| 3  | Bill Buntin (C)      | USA        | Detroit Pistons        | Michigan        |
| 4  | Rick Barry (F)       | USA        | San Francisco Warriors | Miami           |
| 5  | Dave Stallworth (F)  | USA        | New York Knicks        | Wichita State   |
| 6  | Jerry Sloan (G)      | USA        | Baltimore Bullets      | Evansville      |
| 7  | Billy Cunningham (F) | USA        | Philadelphia 76ers     | North Carolina  |
| 8  | Jim Washington (F)   | USA        | St. Louis Hawks        | Villanova       |
| 9  | Nate Bowman (C)      | USA        | Cincinnati Royals      | Wichita State   |
| 10 | Gail Goodrich (G)    | USA        | Los Angeles Lakers     | UCLA            |
| 11 | Ollie Johnson        | USA        | Boston Celtics         | San Francisco   |

## Runda druga
| Nr | Zawodnik             | Narodowość | Drużyna NBA            | College/Drużyna |
| -- | -------------------- | ---------- | ---------------------- | --------------- |
| 12 | Will Frazier (F)     | USA        | San Francisco Warriors | Grambling       |
| 13 | Dick Van Arsdale (G) | USA        | New York Knicks        | Indiana         |
| 14 | Tom Van Arsdale (F)  | USA        | Detroit Pistons        | Indiana         |
| 15 | Tal Brody (G)        | USA        | Baltimore Bullets      | Illinois        |
| 16 | Jesse Branson (F)    | USA        | Philadelphia 76ers     | Elon            |
| 17 | Hal Belvins          | USA        | New York Knicks        | Arkansas        |
| 18 | Flynn Robinson (G)   | USA        | Cincinnati Royals      | Wyoming         |
| 19 | John Fairchild (F)   | USA        | Los Angeles Lakers     | Brigham Young   |
| 20 | Ronnie Watts (F)     | USA        | Boston Celtics         | Wake Forest     |